# Filýra
Filýra är en ort i Grekland.   Den ligger i prefekturen Trikala och regionen Thessalien, i den centrala delen av landet, 250 km nordväst om huvudstaden Aten. Filýra ligger 166 meter över havet och antalet invånare är 500.
Terrängen runt Filýra är varierad. Runt Filýra är det ganska glesbefolkat, med 47 invånare per kvadratkilometer. Närmaste större samhälle är Trikala, 15,1 km nordost om Filýra. Trakten runt Filýra består till största delen av jordbruksmark.